# Попова, Елена Михайловна
Елена Михайловна Попова (1893—1962) — селекционер капусты, лауреат Сталинской премии.

## Биография
Родилась 20 июля 1893 года в Костроме, дочь коллежского секретаря Михаила Николаевича Попова (1966—1906). Рано лишилась отца и с пятого класса зарабатывала на жизнь репетиторством.
Окончила (с серебряной медалью) Костромскую Григоровскую женскую гимназию (1910) и два года работала учителем народных училищ в Екатеринославской губернии.
Затем переехала в Москву и поступила на Голицинские высшие женские сельскохозяйственные курсы.
В 1919—1922 работала в отделе селекции Воронежской областной опытной станции, затем в Костромском рассаднике огородных растений.
С 1922 года и до последних дней жизни — на Грибовской овощной селекционной опытной станции, зав. Лабораторией селекции и семеноводства капусты.
Кандидат сельскохозяйственных наук. Автор 26 сортов белокочанной капусты.

## Награды и звания
- Сталинская премия 2 степени (1946 год) — за выведение новых ценных сортов овощных культур и достижения в производстве элитных семян овощных культур.